# Partikel (fysik)
 For alternative betydninger, se Partikel. (Se også artikler, som begynder med Partikel)
Partikel refererer inden for fysikken enhver ansamling af stof, både større og mindre end et atom. Der kan således være tale om elementarpartikler, subatomare partikler, atomer, ansamlinger af atomer (inkl. molekyler), etc. Derudover kan der være tale om et mere abstrakt objekt, som f.eks. en "uendeligt lille" (differentiel) del af et legeme.
Partikelfysik fokuserer hovedsageligt på elementarpartikler.